# Verlag Ch. Möllmann
Der Verlag Ch. Möllmann ist ein deutscher Verlag mit Sitz in Borchen. Schwerpunkt der Verlagstätigkeit sind Anthroposophie, Literatur und Lyrik. Der Verlag wird als GbR geführt. Gesellschafter sind Christoph Möllmann und Angelika Gausmann.

## Verlagsgeschichte
Der Verlag Ch. Möllmann wurde 1993 gegründet und etablierte sich als unabhängiger Verlag im Bereich der Anthroposophie. Vor allem die Neuausgaben bekannter Autoren wie Wladimir Lindenberg, Helmut Hessenbruch sowie die Übernahme bekannter Autoren wie Irene Johanson, Jostein Sæther trugen dazu bei. 
Seit 2002 hat der Verlag eine eigene Produktion aufgebaut. 
Seit 2002 arbeitet der Verlag mit der Kompetenzförderung in Schloss Hamborn zusammen. 
Seit 2011 erscheint vierteljährlich die Zeit-Schrift für Biografie-Arbeit in redaktioneller Zusammenarbeit mit Rainer Schnurre. Im März 2018 wurde die Zeitschrift mit der Nummer 29 eingestellt.

## Programm
Das Programm umfasst anthroposophische Fachbücher mit Schwerpunkten in den Bereichen Eurythmie, Biografien und Heilpädagogik, zeitgenössische Lyrik sowie ausgewählte Essay- und Literaturtitel. Außerdem existiert eine Reihe mit Noten zeitgenössischer Komponisten und Musiker. 

## Autoren
Autoren im Verlag sind Hans-Joachim Aderhold, Siegfried Heinz-J. Ahlborn, Paul Bellebaum, Ralph Boes, Gisela Bräuner-Gülow, Thomas Cilenšek, Andreas Delor, Achim Elfers, Rudolf Geiger, Helmut Hessenbruch, Otto Jachmann, Gerhard Joedicke, Irene Johanson, Tatiana Kisseleff, G. Alfred Kon, Werner Kuhfuss, Wladimir Lindenberg, Maren Nissen-Schnürer, Sigrid Nordmar-Bellebaum, Robert Powell, Jostein Sæther, Rainer Schnurre, Irmentraud ter Veer, Helga Thomas.